# Rajgras wyniosły
Rajgras wyniosły, rajgras francuski, owsik wyniosły (Arrhenatherum elatius) – gatunek rośliny z rodziny wiechlinowatych (traw). Znany też jako żyźnica wyniosła, owies pastewny. Występuje w Europie, północnej Afryce i zachodniej Azji. Sprowadzona także przez człowieka do Ameryki Północnej i Australii. Wprowadzona do upraw łąkarskich we Francji (stąd nazwa) w XVIII wieku, na współczesnych ziemiach polskich uprawiana od końca tego samego wieku. Obecnie jest to trawa pospolita w całej Polsce, choć przed rozpowszechnieniem w uprawie była przynajmniej lokalnie gatunkiem rzadkim.

## Morfologia

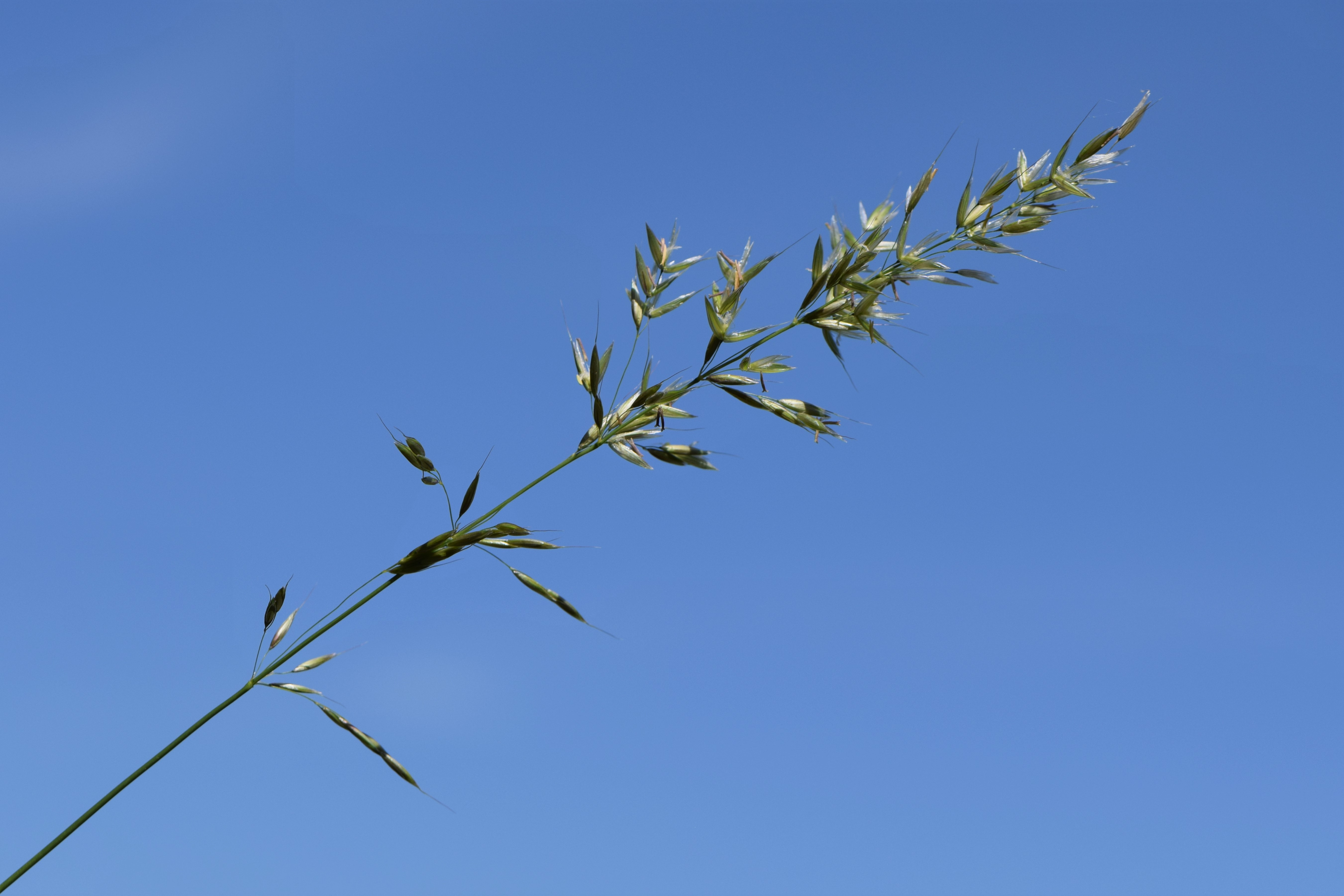
Kwiatostan

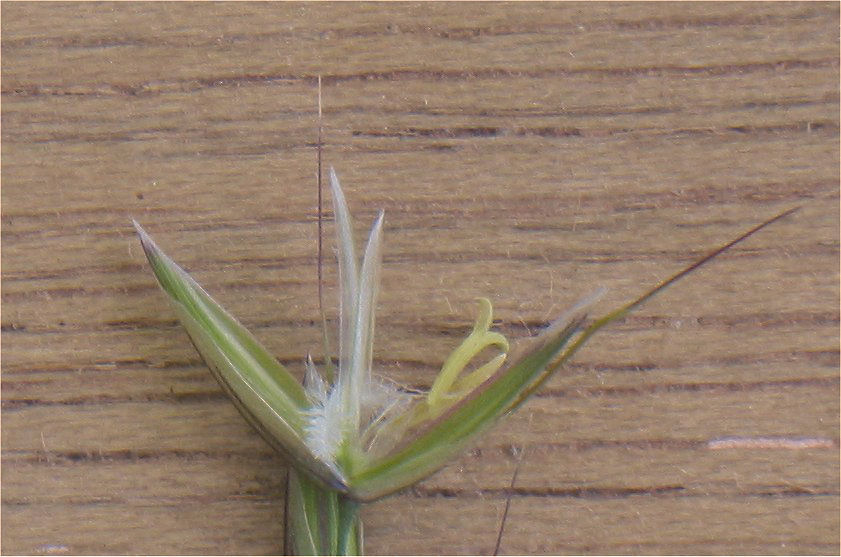
Kwiat

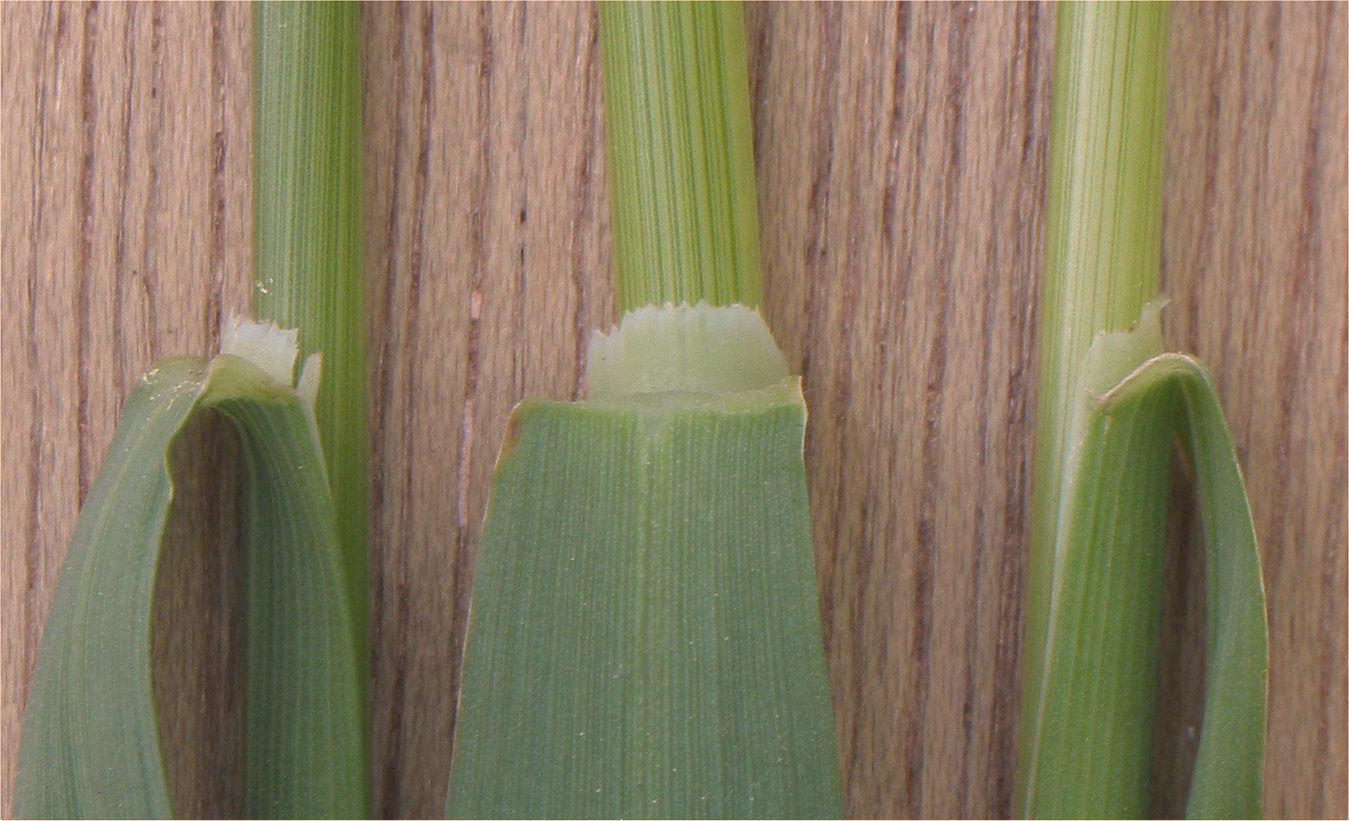
Języczki liściowe

PokrójTrawa luźnokępowa o charakterystycznym wysokim i szybkim wzroście i sinawozielonym zabarwieniu. Tworzy liczne pędy generatywne i obficie ulistnione pędy wegetatywne.
ŁodygaŹdźbła do 100–160 cm wysokości, wzniesione, rzadko u dołu kolankowato zgięte, gładkie i lśniące.
LiścieLiczne – na pędach generatywnych 4–5 liści, na wegetatywnych 8–10. Liście jasnozielone, w pączku zwinięte. Pochwa liściowa otwarta, naga lub u młodych roślin delikatnie owłosiona. Języczek liściowy 2–4 mm długości, kołnierzykowaty, lekko ząbkowany na szczycie, białawy. Blaszki liściowe płaskie z wyraźnym nerwem głównym od spodu. Wzdłuż brzegów i od góry delikatnie orzęsione, długości do 30(40) cm i szerokości 3–7(10) mm.
KwiatyZebrane w wiechowatym kwiatostanie o długości 10–25 cm, w czasie kwitnienia rozpierzchłym, poza tym skupionym. Podczas kwitnienia kwiatostan zielonkawobiały ze srebrzystym odcieniem. Na każdym piętrze kilka różnej długości gałązek. Kłoski 2-kwiatowe o długości 6–10 mm. Rzadko wykształca się więcej kwiatów, wówczas zredukowanych.

## Biologia i ekologia

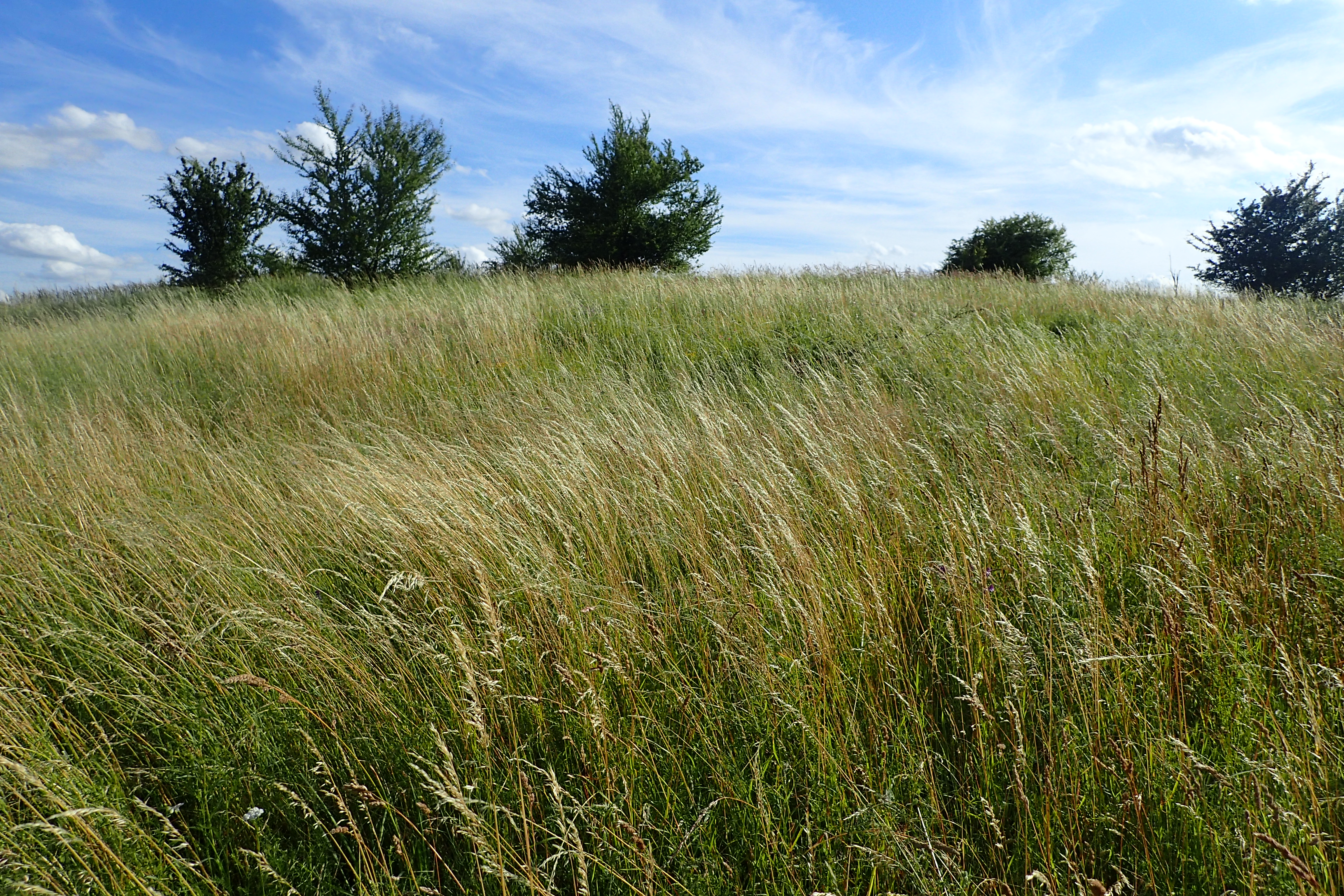
Świeża łąka z panującym rajgrasem

Bylina, hemikryptofit. Rośnie na łąkach i przydrożach. Kwitnie od czerwca do sierpnia. Liczba chromosomów 2n = 28. Gatunek charakterystyczny łąk rajgrasowych ze związku Arrhenatherion elatioris i zespołu Arrhenatheretum elatioris.

## Zmienność
Gatunek z dużą liczbą odmian taksonomicznych. W Europie środkowej i zachodniej wyróżnia się trzy podgatunki:
- subsp. bulbosum (Willd.) Schübler & Martens (1834, Fl. Würtemb.: 70), znany też jako var. tuberosum Asch., var. bulbosum Willd. Spenner i var. nodosum (Reichenb.) C.E. Hubbard. Ma pędy w dolnej części bulwkowato zgrubiałe. Występuje jako chwast na polach.
- subsp. sardoum (E. Schmid) Gamisans (31.V.1974, Candollea, 29 (1): 46
- subsp. elatius – podgatunek typowy (podział na odmiany według Falkowskiego 1982[10]):
  - var. atheromane Schröter et Elofson – dolna plewka z 2-4 ośćmi,
  - var. biaristatum Peterm. – górny kwiat ościsty, ości równej długości, podobne,
  - var. piliferum Beck – górny kwiat bez ości, plewki dolne słabo owłosione,
  - var. subhirtum Asch. – brak ości w górnym kwiecie, pędy krótko, rzadko owłosione,
  - var. pauciflorum – w kwiatostanie mało (4-5) kłosków.

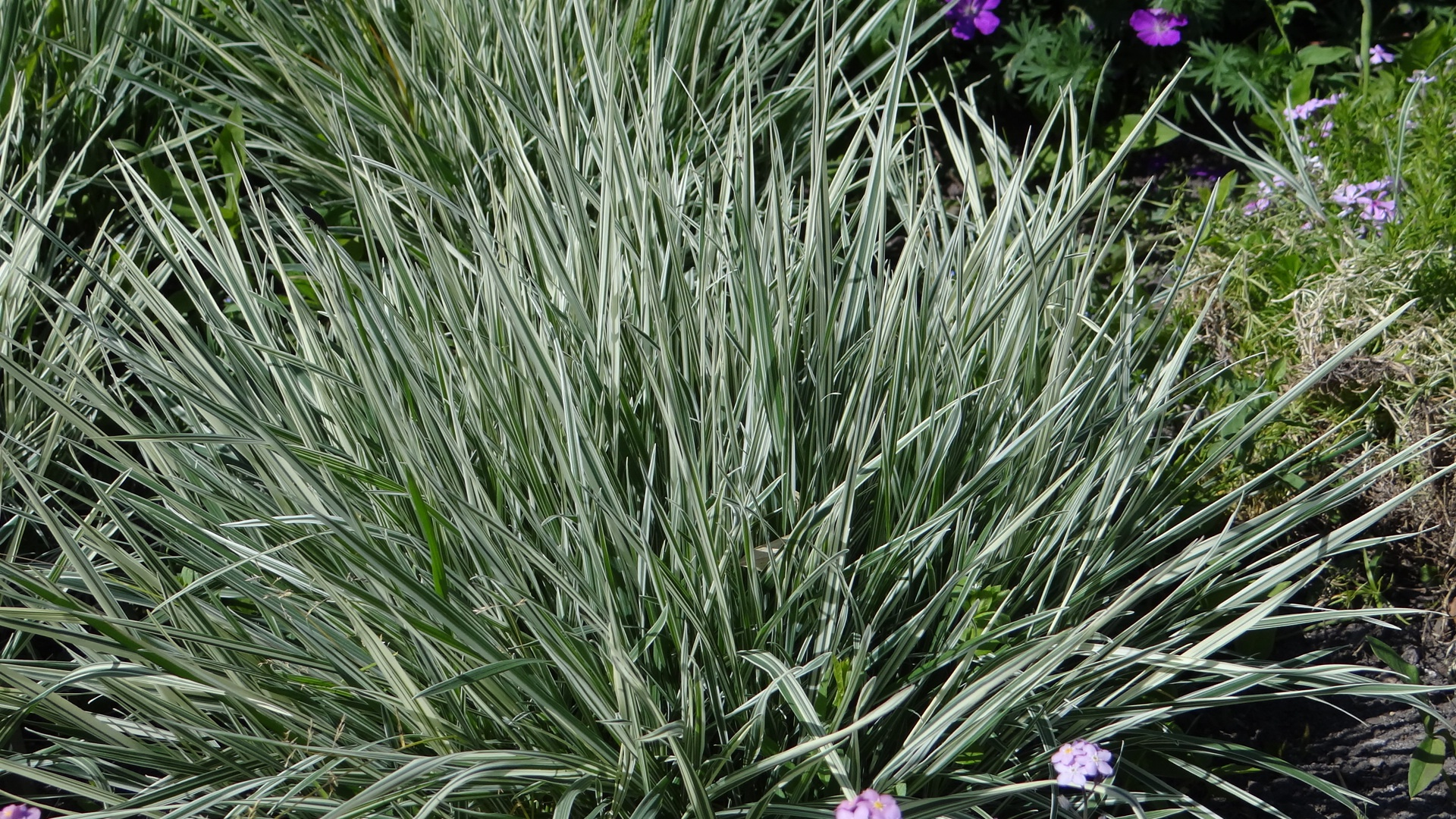
Ozdobny kultywar `Albo variegatum`

## Zastosowanie
- Ceniona trawa pastewna. W stanie zielonym odznacza się gorzkawym smakiem, dlatego zaleca się spasanie go w mieszankach z innymi roślinami[11].
- Istnieją kultywary (odmiany) uprawiane jako rośliny ozdobne. Najczęściej uprawiane w tym celu są odmiany `Variegata` lub `Albo variegatum`, które rzadko kwitną, natomiast ich liście mają ozdobne, białe paski[12].